# Ondřej Švejdík
Ondřej Švejdík (ur. 3 grudnia 1982 w Opawie) – czeski piłkarz występujący na pozycji obrońcy.

## Kariera
Švejdík zawodową karierę rozpoczynał w pierwszoligowym klubie SFC Opawa. W jego barwach debiutował w sezonie 1999/2000 i rozegrał wówczas jedno spotkanie, a po zajęciu 15. miejsca w lidze, spadł z klubem do drugiej ligi. Po roku powrócił z nim do ekstraklasy. W sezonie 2001/2002, jego klub zajął jednak 16. miejsce w rozgrywkach ligowych i powrócił do drugiej ligi. Wówczas Švejdík odszedł z Opawy.
Jego nową drużyną został pierwszoligowy Bohemians. Pierwszy ligowy mecz w jego barwach zaliczył 6 października 2002 przeciwko FK Jablonec 97 (1:3). W sezonie 2002/2003 zajął z klubem 15. miejsce w lidze i spadł z nim do drugiej ligi. W Bohemians spędził jeszcze rok.
W 2004 roku przeszedł do pierwszoligowego klubu FK Mladá Boleslav. Pierwszy ligowy występ w jego barwach zanotował 9 sierpnia 2004 w wygranym 1:0 meczu z FK Jablonec. W Mladej Boleslavi spędził dwa sezony, W tym czasie rozegrał tam 44 ligowe spotkania i zdobył jedną bramkę.
W 2006 roku podpisał kontrakt z holenderskim FC Groningen. W Eredivisie zadebiutował 17 września 2006 w wygranym 1:0 spotkaniu ze Spartą Rotterdam. W Groningen od czasu debiutu pełni rolę rezerwowego. 15 kwietnia 2007 w wygranym 4:1 meczu z NEC Nijmegen strzelił pierwszego gola w trakcie gry w Eredivisie.
W 2011 roku wrócił do Czech i został zawodnikiem Sparty Praga. W sezonie 2011/2012 był wypożyczony do Dukli Praga.